# سیارک ۲۰۳۵۴
سیارک ۲۰۳۵۴ (به انگلیسی: 20354 Rebeccachan، نامگذاری:1998HA139) بیست هزار و سیصد و پنجاه و چهارمین سیارک کشف شده‌است که در ۲۱ آوریل ۱۹۹۸ کشف شد.
قدر مطلق سیارک برابر ۱۰.۲ است.